# Корени (Гродненская область)
Корени́ (бел. Карані́, пол. Korzenie) — деревня в Беларуси, центр сельсовета Сморгонского района Гродненской области. Расположена на северо-западной окраине города Сморгонь, деревню пересекает проспект Индустриальный, связывающий город со Сморгонским агрегатным заводом. Рядом с деревней микрорайон «Корени». Площадь занимаемой территории составляет 0,7560 км², протяжённость границ 9390 м.
19 сентября 2013 года часть деревни Корени (0,9200 га) включена в состав города Сморгонь.

## История

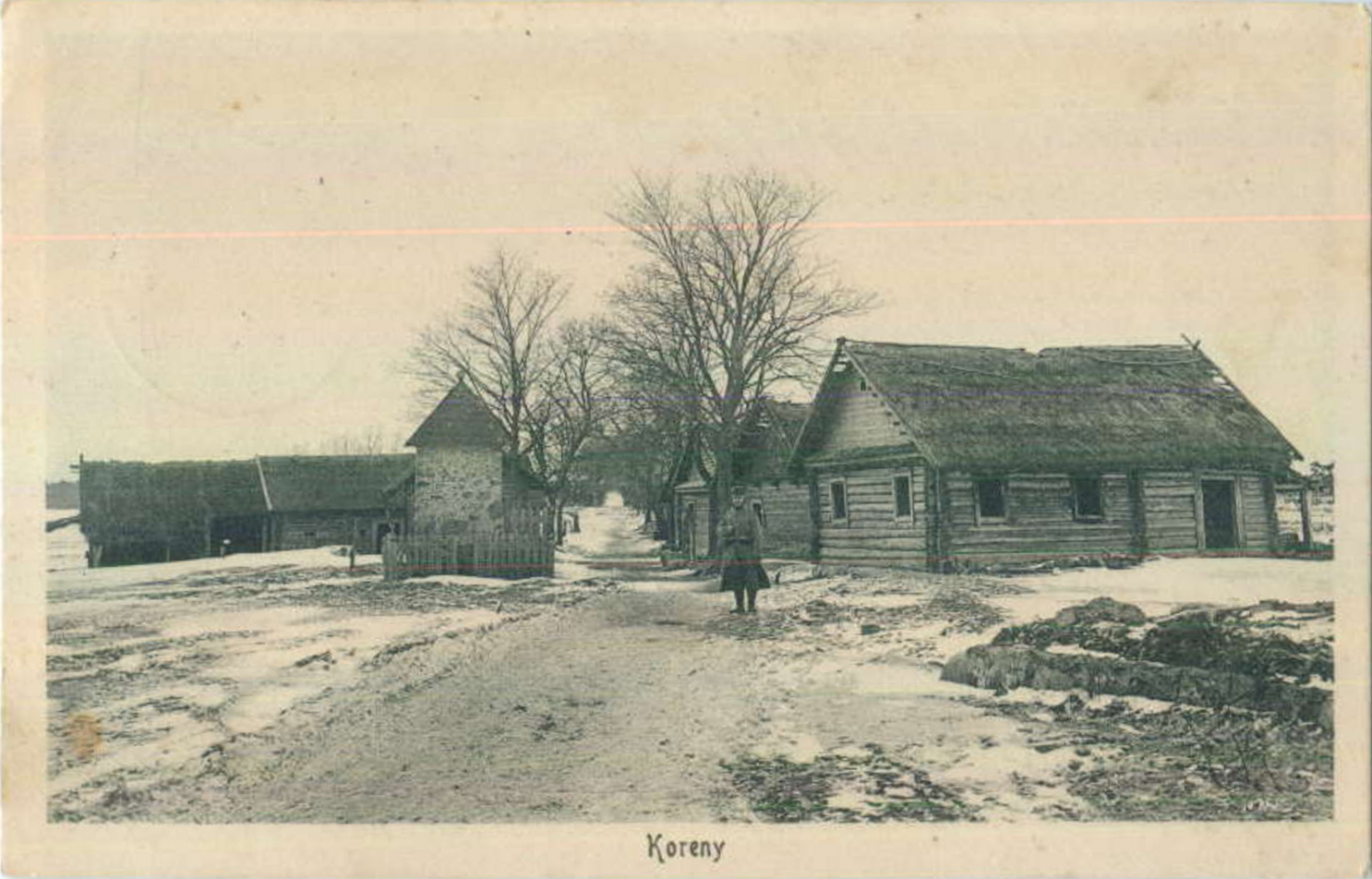
Деревня Корени в годы Первой мировой войны

Поселение известно с начала XVII века как село либо деревня в составе имения Сморгонь Ошмянского повета Виленского воеводства, сначала собственность Зеновичей, а с 1628 года — Радзивиллов. В инвентаре имения Сморгонь 1621 года село упоминается под названием Коренье. В то время в нём было около 20 домовладельцев, к селу приписано 27 волок пашни. Согласно хозяйственному описанию имения Сморгонь 1689 года, поселение являлось уже деревней в которой на тех же 27 волоках насчитывалось всего 5 дымов. С 1795 года в составе Сморгонской волости Ошмянского повета Виленской губернии. В начале XX века около 200 жителей, 343 десятина земли. С 12 октября 1940 года центр сельсовета Сморгонского района. В 1971 году 79 дворов, 229 жителей.

## Демография
По состоянию на 1 января 2004 года в деревне 97 дворов, 220 жителей. 

## Инфраструктура
В деревне функционирует фельдшерско-акушерский пункт. 

## Достопримечательность
- Памятник землякам, погибшим в годы Великой Отечественной войны.